# Deutschland Tour 1999
| Endstand nach der 7. Etappe |                   |                          |
| Sieger                      | Jens Heppner      | 30:22:29 h (40,422 km/h) |
| Zweiter                     | Andreas Kappes    | + 1:36 min               |
| Dritter                     | Christian Wegmann | + 1:44 min               |
| Vierter                     | Grischa Niermann  | + 1:48 min               |
| Fünfter                     | Michael Blaudzun  | + 1:51 min               |
| Sechster                    | Bart Voskamp      | + 1:52 min               |
| Siebter                     | Rolf Huser        | gl. Zeit                 |
| Achter                      | Geert Van Bondt   | gl. Zeit                 |
| Neunter                     | Bert Grabsch      | gl. Zeit                 |
| Zehnter                     | Steve Vermaut     | gl. Zeit                 |
| Sprintwertung               | Erik Zabel        | 130 P.                   |
| Zweiter                     | Jimmy Casper      | 101 P.                   |
| Dritter                     | Olaf Pollack      | 54 P.                    |
| Bergwertung                 | Jens Heppner      | 30 P.                    |
| Zweiter                     | Paolo Lanfranchi  | 22 P.                    |
| Dritter                     | Bert Dietz        | 16 P.                    |

Die 1. Deutschland Tour wurde vom 28. Mai bis 3. Juni 1999 ausgetragen. Es war die erste Landesrundfahrt nach einer Unterbrechung von 17 Jahren. Sie führte von Berlin über 1.268,6 Kilometer nach Bonn. Durch verschiedene Umstände verkürzte sich die eigentlich zurückgelegte Distanz auf 1.227,8 Kilometer. Die Rundfahrt wurde, wie bereits 1979, durch die Erfolge deutscher Radsportler, allen voran Jan Ullrich und Erik Zabel, wieder ins Leben gerufen. Auch durch das Interesse des TV-Senders Sat.1, der sämtliche Etappen live übertrug, startete die Tour mit einem Etat von 6,5 Millionen DM.
Mit der zeitlichen Lage der Rundfahrt im Mai und Juni bot sie eine Vorbereitung für die im Juli bevorstehende Tour de France, musste jedoch mit dem gleichzeitig ausgetragenen Giro d’Italia konkurrieren.
Der Gesamtführende wurde mit einem weißen Trikot prämiert, während der Führende der Sprintwertung ein gelb-schwarzes und der Leader der Bergwertung ein rotes Trikot trugen.
Jedoch stand die Wiederaufnahme der Rundfahrt unter keinem guten Stern. Auf der dritten Etappe stürzte Jan Ullrich, einer der Favoriten auf den Gesamtsieg bei der bevorstehenden Tour de France, schwer und musste aufgrund seiner Verletzungen die Rundfahrt beenden und auch die Frankreich-Rundfahrt absagen. Auf der sechsten Etappe verletzte sich der Weltcup-Gesamtsieger von 1997 und 1998 Michele Bartoli ebenfalls schwer bei einem Sturz. Das 29 Kilometer lange Einzelzeitfahren wurde von einem orkanartigen Unwetter überschattet und wurde nicht in die Gesamtwertung einberechnet. Der Franzose Emanuel Magnien wurde von einem Absperrgitter getroffen, das eine Orkanbö auf die Straße geweht hatte und zog sich einen Bänderriss im Knie zu. Zudem musste das große Finale in Bonn um 11,5 Kilometer verkürzt werden, da bei der Rennleitung eine Bombendrohung eingegangen war.

## Verlauf
Der junge Franzose Jimmy Casper stahl Telekom-Sprinter Erik Zabel bereits auf der ersten Etappe die Show. Zwar konnte sich Zabel am Ende der Rundfahrt das Trikot des Punktbesten sichern, doch auf der dritten, vierten und siebten Etappen musste er sich ebenfalls dem bis dahin unbekannten Franzosen geschlagen geben. Nur auf der sechsten Etappe ging Zabel aus dem Duell als Sieger hervor. Casper, der sich durch seinen Sieg auf der ersten Etappe das Führungstrikot gesichert hatte, musste dieses am Ende des zweiten Tagesabschnittes an Etappensieger Rolf Aldag abgeben. Als dieser auf der dritten Etappe in den Sturz um Ullrich verwickelt war und am Ende des Tages mit einem gebrochenen Ellenbogen das Rennen aufgeben musste, streifte sich Axel Merckx das Trikot über. Auf der fünften Etappe gab es erneut einen Führungswechsel. Diesmal war Jens Heppner der Glückliche, der Teil einer Spitzengruppe war aus der sich Andreas Kappes den Tagessieg sicherte. Auch aufgrund der Annullierung des Einzelzeitfahrens sicherte sich Heppner den größten Erfolg seiner Karriere und bescherte dem Team Telekom doch noch einen versöhnlichen Abschluss.

## Etappen
| Etappen       | Tag     | Start – Ziel         | km        | Etappensieger       | Gesamterster |
| ------------- | ------- | -------------------- | --------- | ------------------- | ------------ |
| 1. Etappe     | 28. Mai | Berlin – Leipzig     | 168,3     | Jimmy Casper        | Jimmy Casper |
| 2. Etappe     | 29. Mai | Eisleben – Goslar    | 214,3     | Rolf Aldag          | Rolf Aldag   |
| 3. Etappe     | 30. Mai | Goslar – Bielefeld   | 172,8     | Jimmy Casper        | Rolf Aldag   |
| 4. Etappe     | 31. Mai | Bielefeld – Dortmund | 174,5     | Jimmy Casper        | Axel Merckx  |
| 5. Etappe     | 1. Juni | Dortmund – Koblenz   | 198,4     | Andreas Kappes      | Jens Heppner |
| 6. Etappe (a) | 2. Juni | Koblenz – Bensheim   | 155,5     | Erik Zabel          | Jens Heppner |
| 6. Etappe (b) | 2. Juni | Viernheim – Bensheim | 29 (EZF)* | Raivis Belohvoščiks | Jens Heppner |
| 7. Etappe     | 3. Juni | Wiesbaden – Bonn     | 155,5**   | Jimmy Casper        | Jens Heppner |

* nicht gewertet wegen eines Orkans

** verkürzt auf 144 km wegen einer Bombendrohung in der Nähe der Zielankunft